# 로스앤젤레스 와일드캐츠

| 로스앤젤레스 와일드캐츠 |                                         |
| 콘퍼런스                |                                         |
| 디비전                  | 서부 디비전                             |
| 설립연도                | 2018년                                  |
| 해체연도                | 2020년                                  |
| 역사                    | 로스앤젤레스 와일드캐츠 (2018년~2020년) |
| 경기장                  | 디그니티 헬스 스포츠 파크               |
| 연고지                  | 캘리포니아주 로스앤젤레스               |
| 소유주                  | 알파 아퀴코 LLC.                        |
| 회장                    | 헤더 브룩 바래츠                        |
| 단장                    | 윈스턴 모스                             |
| 감독                    | 윈스턴 모스                             |
| 리그 우승               |                                         |
| 콘퍼런스 우승           |                                         |
| 디비전 우승             |                                         |

로스앤젤레스 와일드캐츠(Los Angeles Wildcats)는 캘리포니아주 로스앤젤레스를 연고지로 하는 XFL 서부 디비전 소속 미식축구 팀이다. 홈 경기장은 디그니티 헬스 스포츠 파크이다.